# Idoia Arrazubi
Idoia Arrazubi Ruiz (9 de febrero de 2000, Tafalla, Navarra, España) es una futbolista española que juega como mediocampista en el Mulier de la Primera Nacional Femenina de España.

## Biografía
Idoia Arrazubi comenzó su carrera futbolística en 2011, cuando ingresó a las fuerzas básicas o cadetes de la filial juvenil femenina del Peña Sport Fútbol Club, equipo de su natal  Tafalla, en Navarra. En 2012, formó parte de la selección Navarra de fútbol femenino alevín sub-12, con la que quedó campeona del Campeonato Nacional de Selecciones Territoriales de Fútbol. En 2014, a la edad de 14 años, ingresó al primer equipo del Peña Sport. Dos años después, en 2016, fichó para otro equipo navarro, el Club Deportivo Ardoi, para el que jugó un solo año para luego fichar en 2017 por el CA Osasuna, donde también estuvo solamente un año, pues en 2018 fue fichada por el Club Deportivo Elemental Racing Féminas, donde juega actualmente.

## Clubes
| Club                           | País   | Año           |
| ------------------------------ | ------ | ------------- |
| Peña Sport Fútbol Club Juvenil | España | 2011-2014     |
| Peña Sport Fútbol Club         | España | 2014-2016     |
| Club Deportivo Ardoi           | España | 2016-2017     |
| CA Osasuna                     | España | 2017-2018     |
| CDE Racing Féminas             | España | 2018-2020     |
| Oceja-Gimnástica               | España | 2020-2021     |
| CDE Racing Féminas             | España | 2021-2022     |
| Mulier                         | España | 2022-Presente |

## Palmarés
| Año  | País   | Campeonato                          | Equipo             | Resultado                                          |
| ---- | ------ | ----------------------------------- | ------------------ | -------------------------------------------------- |
| 2019 | España | Primera Nacional Femenina de España | CDE Racing Féminas | 4° (Ascenso a Segunda División Femenina de España) |

### Otros premios
| Año  | País   | Campeonato                                                 | Equipo                                             | Resultado |
| ---- | ------ | ---------------------------------------------------------- | -------------------------------------------------- | --------- |
| 2012 | España | Campeonato Nacional de Selecciones Territoriales de Fútbol | Selección Navarra de fútbol femenino alevín sub-12 | 1°        |